# Киви, Эве Йоханнесовна
Э́ве Йоха́ннесовна Ки́ви (эст. Eve Kivi, имя при рождении Ээве (эст. Eeve); род. 8 мая 1938 года, Пайде, Эстония) — советская и эстонская актриса. Заслуженная артистка Эстонской ССР (1983).

## Биография
Родилась 8 мая 1938 года в городе Пайде.
В 1959 году окончила Театральную студию при Государственном академическом драматическом театре имени В. Кингисеппа в Таллине.

## Карьера
В кино снимается с 1955 года. В некоторых фильмах в титрах указана как Киви-Антсон (по мужу Антсу Антсону).
Актриса киностудий «Мосфильм» и «Таллинфильм». С 1993 года работала в рекламной редакции эстонского телевизионного канала «Kanal 2».

## Фильмография
- 1956 — На задворках — Рози

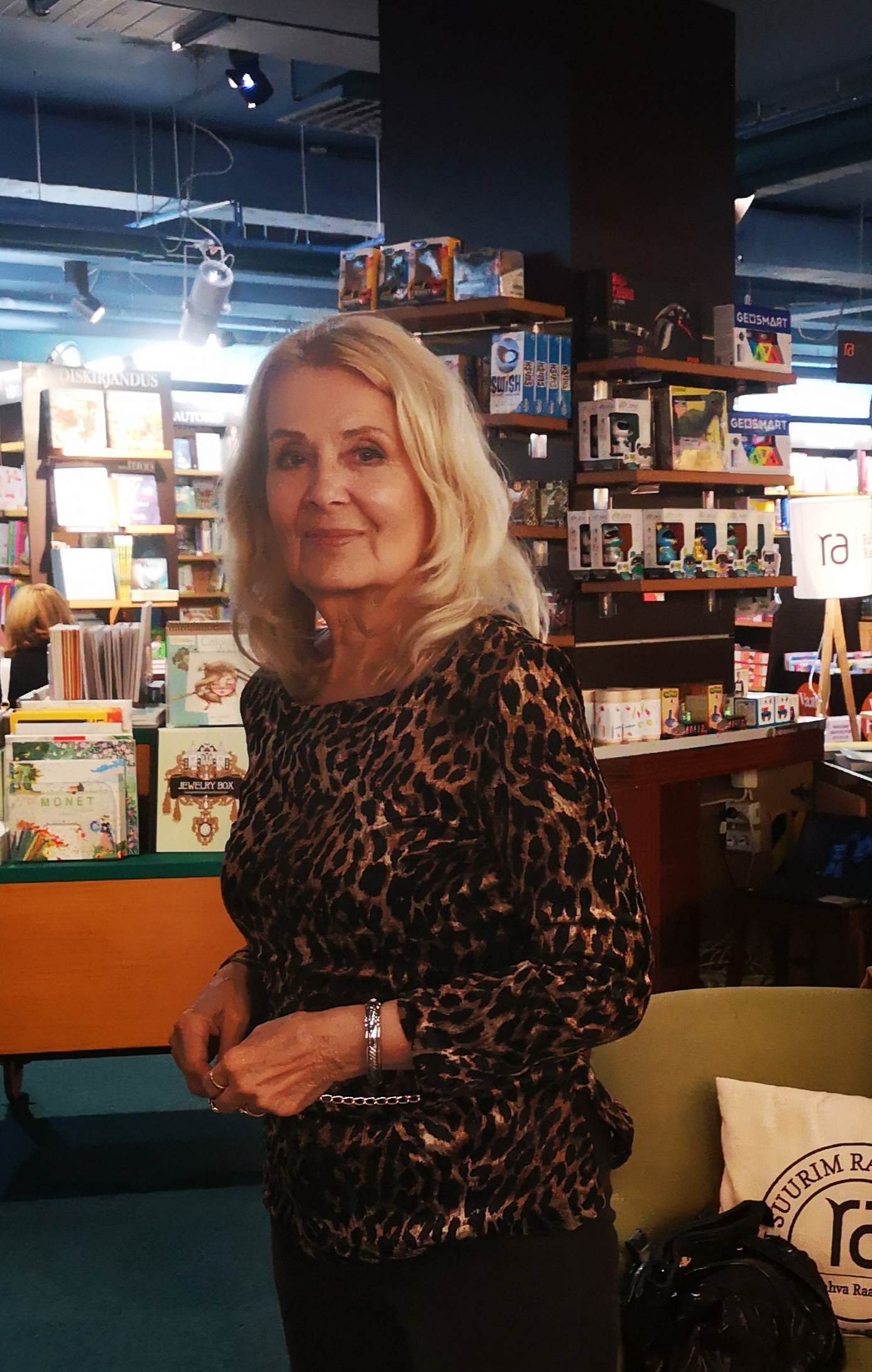
Эве Киви в сентябре 2020 года

- 1959 — Капитан первого ранга — Валя
- 1959 — Сампо — Анники
- 1959 — Накануне — Зоя
- 1959 — Озорные повороты / Vallatud kurvid — медсестра Эви
- 1961 — Друг песни — Айме
- 1961 — Опасные повороты / Ohtlikud kurvid — Эви
- 1961 — Балтийское небо — Хильда
- 1962 — Ты не сирота — мать, ищущая свою дочь
- 1962 — 713-й просит посадку — стюардесса
- 1966 — «Тобаго» меняет курс — Алиса
- 1969 — Последняя реликвия — монашка Урсула
- 1969 — Он был не один — подруга капитана Фернандо Хименеса
- 1970 — Судьба резидента — Римма
- 1971 — Человек в проходном дворе — Кристина, сотрудница КГБ ЭССР
- 1971 — Дон Жуан в Таллине — Изабелла
- 1972 — Руслан и Людмила — рыбачка, возлюбленная Ратмира
- 1972 — Маленький реквием для губной гармошки — Кристина
- 1972 — Адрес вашего дома — Ирма
- 1973 — Райские яблочки — Анна
- 1974 — Опасные игры — мать Вивиан
- 1975 — Какая у вас улыбка — Аня, мама Сергея
- 1975 — Не может быть! — гостья, жена Ивана Израильевича (новелла «Свадебное происшествие»)
- 1976 — Жизнь и смерть Фердинанда Люса — Эжени Шорнбах
- 1976 — «SOS» над тайгой — Лайма
- 1978 — Особых примет нет / Znaków szczególnych brak — Aльдонa, сестра Дзержинского
- 1980 — Идеальный муж — графиня Бэзилдон
- 1981 — Кольцо из Амстердама — сотрудница иностранных спецслужб
- 1981 — На Гранатовых островах — Инга
- 1982 — Падение Кондора — любовница диктатора
- 1982 — Колокол священной кузни — Мирель
- 1983 — У опасной черты — дама в ресторане
- 1992 — Эти старые любовные письма — мама Элис
- 1994 — Огненная вода — Лулу

## Награды и звания
- 1983 — Заслуженная артистка Эстонской ССР
- 2013 — Почётный знак «За заслуги перед Таллином»[4]

## Личная жизнь
- Отец — Йоханнес Киви[5] (1912—1955), начальник Вируского уездного управления Народного комиссариата государственной безопасности Эстонской ССР, затем — уполномоченный по делам религиозных культов Эстонской ССР.
- Мать — Лейда-Паулине Киви (1913—1997)[5].
- Сестра — Ингрид Киви, косметолог.
- Брат — Пеэтер Киви (второй брат умер рано)[3][6][5].
- Первый муж — Виктор, капитан дальнего плавания[7].
- Второй муж (в 1964—1972 годах) — Антс Артурович Антсон (1938—2015), советский эстонский конькобежец[7].
- Сын — Фред Антсон (род. 1968)[5].
  - Два внука — Аллар и Оливер, внучка Лореэн (Loreen Pulk) и правнук.

С 1971 года длительное время поддерживала отношения с американским певцом Дином Ридом (1938—1986).
После Рида у неё был роман с художником Таиром Салаховым.